# Urban Franc
Urban Franc, slovenski smučarski skakalec, * 5. junij 1975, Kranj, Slovenija.
Leteči Blejec je bil zelo nepredvidljiv skakalec, zmožen najvišjih dosežkov in tudi popolnoma bledih nastopov.
Že na debiju na tekmah svetovnega pokala v sezoni 1992/93 v Falunu je osvojil 2. mesto za Wernerjem Rathmayrjem in tudi vse njegove poznejše uvrstitve med najboljšo deseterico na tekmah svetovnega pokala je dosegal na velikih skakalnicah in letalnicah. Zelo dobro je nastopal na treningih pred svetovnim prvenstvom v poletih leta 1996 na Kulmu. Prvi dan tekmovanja je osvojil 4. mesto, malenkost za Weissflogom. Drugi dan pa je letel še dlje in zaostal samo za svetovnim prvakom Goldbergerjem in drugim Ahonenom. To je bila druga slovenska kolajna na prvenstvih v poletih, prvo je osvojil Primož Ulaga, ki je bil leta 1988 v Oberstdorfu drugi za norveškim asom Olejem Gunnarjem Fidjestølom.
Franc je nazadnje nastopil na tekmi svetovnega pokala v sezoni 1998/99 v Planici.